# Amoreira da Gândara, Paredes do Bairro e Ancas
Amoreira da Gândara, Paredes do Bairro e Ancas (llamada oficialmente União das Freguesias de Amoreira da Gândara, Paredes do Bairro e Ancas) es una freguesia portuguesa del municipio de Anadia, distrito de Aveiro.

## Historia
Fue creada el 28 de enero de 2013 en aplicación de una resolución de la Asamblea de la República de Portugal promulgada el 16 de enero de 2013 con la unión de las freguesias de Amoreira da Gândara, Ancas y Paredes do Bairro, pasando su sede a estar situada en la antigua freguesia de Paredes do Bairro.

## Demografía
| Gráfica de evolución demográfica de Amoreira da Gândara, Paredes do Bairro e Ancas entre 2011 y 2021 |
| |
| Datos según el nomenclátor publicado por el INE portugués.                                           |